# Ідігов Руслан Хазирович
Руслан Хазирович Ідігов (рос. Руслан Хазирович Идигов / азерб. Ruslan Xəzir oğlu İdiqov; нар. 29 березня 1966, Сумгаїт, Азербайджанська РСР) — радянський, азербайджанський та російський футболіст, захисник та півзахисник. Провів 6 матчів за збірну Азербайджану.

## Кар'єра гравця
Вихованець клубу «Терек». З 1984 року грав у першій команді «Терека».
1989 року перейшов до «Спартака» (Орджонікідзе), але повернувся до «Терека», в якому виступав аж до розвалу СРСР. З 1992 по 1994 грав за «Ерзу».
1995 року перейшов до «КАМАЗ-Чали», у складі якого дебютував у Вищій лізі чемпіонату Росії. Потім виступав за нальчикський «Спартак» та «Ангушт».
2001 року, після відновлення «Терека», повернувся до клубу серед колишніх гравців команди. У середині 2001 року перейшов до «Атирау». Наприкінці цього ж сезону повернувся до «Терек», де виступав до кінця 2003 року.

### Голи за збірну
| #  | Дата           | Місце               | Суперник | Рахунок | Результат | Змагання         |
| -- | -------------- | ------------------- | -------- | ------- | --------- | ---------------- |
| 1. | 27 травня 1996 | Молодечно, Білорусь | Білорусь | 2-2     | 2-2       | Товариський матч |

## Кар'єра тренера
Після завершення кар'єри гравця закінчив Вищу школу тренерів. Працював у «Терек», виконував функції технічного директора, тренера дубля команди та помічника головного тренера.
З лютого 2010 року – головний тренер клубу «Ангушт», який виступав у зоні «Південь» Другого дивізіону першості Росії. Проте вже після 12 турів звільнений з займаної посади. У вересні 2015 року очолив молодіжний склад «Терека», змінивши на цій посаді Ваїта Талгаєва.
2 вересня 2018 року після відставки Ігоря Ледяхова призначений виконувачем обов'язків головного тренера «Ахмата».

## Досягнення
- Кубок Росії
  -  Володар (1): 2004